# 1018년

## 연호
- 북송(北宋) 천희(天禧) 2년
- 요(遼) 개태(開泰) 7년
- 일본(日本) 간닌(寛仁) 2년
- 리 왕조(李朝) 투언티엔(順天) 9년

## 기년
- 북송(北宋) 진종(眞宗) 21년
- 요(遼) 성종(聖宗) 37년
- 고려(高麗) 현종(顯宗) 9년
- 리 왕조(李朝) 태조(太祖) 9년

## 사건
- 교황 빅토르 2세, 153대 로마 교황.
- 고려, 밀성군(密城郡)에 지군사(知郡事)를 두었고, 동래군(東萊郡)은 동래현(東萊縣)으로 격하되고 울주(蔚州)의 속현이 되며 동래군의 속현이던 동평현(東平縣)은 양주(梁州)의 속현이 되었다. 이로서, 울주군은 헌양현(巘陽縣), 동래현(東萊縣), 기장현(機張縣)을 속현으로 관할하게 되었다.
- 고려 건국 100주년.
- 강남도(江南道)와 해양도(海陽道)를 합하여 전라도라 하고, 전주에 안남대도호부를 설치하였다.

## 탄생
- 고려 10대 국왕 정종

## 사망
- 고려(高麗)의 왕비(王妃) 원정왕후(元貞王后)
- 고려시대의 명신 김심언

## 참고 문헌
- 《세종실록 지리지》(世宗實錄地理志) 〈지리지 > 경상도 > 경주부(慶州府) 〉